# کمیته ملی المپیک لیبریا
کمیته ملی المپیک لیبریا (انگلیسی: Liberia National Olympic Committee) یک سازمان ورزشی است که نماینده کشور لیبریا در کمیته بین‌المللی المپیک می‌باشد.
این سازمان که در سال ۱۹۵۴ تأسیس شده مسئول آماده‌سازی و اعزام ورزشکاران به بازی‌های المپیک، بازی‌های المپیک جوانان و بازی‌های آفریقایی است. 